# Grundtjärnen (Sorsele socken, Lappland, öster om Forsbacka)
Grundtjärnen är en sjö i Sorsele kommun i Lappland och ingår i Umeälvens huvudavrinningsområde.